# Chaetonotus subtilis
Chaetonotus subtilis is een buikharige uit de familie Chaetonotidae. De wetenschappelijke naam van de soort werd in 2018 voor het eerst geldig gepubliceerd door Kolicka. De soort wordt in het ondergeslacht Chaetonotus geplaatst.